# زندانی ۷۰۷
زندانی ۷۰۷ فیلمی به کارگردانی و نویسندگی حبیب‌الله بهمنی محصول سال ۱۳۸۰ است.

## خلاصه داستان
فیلم دربارهٔ جوانی است که به خاطر انتقام جویی، یک هواپیمای مسافربری را در آسمان کیش ربوده و به اسرائیل می‌برد. این فیلم بر اساس واقعه هواپیماربایی پرواز شماره ۷۰۷ کیش‌ایر ساخته شده است.

## بازیگران
| - ابوالفضل پورعرب - علی نصیریان - آناهیتا نعمتی - اسماعیل سلطانیان - حسن علیرضایی - لوریک میناسیان - ناصر امامی میبدی - علی بوریان - فتحعلی اویسی - حبیب‌الله بهمنی - فاضل فاضل پارسا - احمد اشرفیان - فرهنگ شعبانی - مشعل فروز - محمدرضا مرشدی - کیهان روحانی - مهرداد فریدی - مژده تقی پور - شیرین سوری - نگین خوش خلق - علی مشعل فروز - محمدرضا عاطفت - آلن داوودیان - مژگان احمدی - علی ادائی - رزا بیک جهان | - آرمینه آواکیان - آدرینه هاپراپتیان - ولگا هوسپیان - زاره نوش آغوریان - لرتا سیمونیان - رزا یونوکیان - راملیا یونوکیان - آرمینه آودیان - آنگینه آیوازیان - ژنیک توروسیان - سوسه خداوردیان - آدرینه آراگیان - آرمینه ملکیان - هرمینه آیوازیان - ملینه شروانیان - آلیس موسیان - آراکس دهباشیان - هرانوش هوسپیان - زاغیک داوودیان - آنوش زادوریان - لوریک آوانسیان - اوسان قاراخانیان - آذین مزاجی |